# پل ژیگه
پل ژیگه (فرانسوی: Paul Giguet‎; ۲۵ آوریل ۱۹۱۵ – ۲۸ سپتامبر ۱۹۹۳) دوچرخه‌سوار اهل فرانسه بود.